# Metroplús S. A.
Metroplús S. A. es una entidad de derecho público en la forma de sociedad anónima del orden municipal y empresa industrial y comercial del Estado de carácter descentralizado, constituida el 21 de febrero de 2005 con el propósito de diseñar, construir, operar y mantener un sistema de transporte público masivo de autobuses en la ciudad de Medellín y su área metropolitana, conocido como Metroplús. Su infraestructura, conformada por corredores exclusivos, estaciones intermedias y terminales, se integra al Sistema Integrado de Transporte del Valle de Aburrá –SITVA–, junto con el Metro de Medellín, el tranvía de Ayacucho, el sistema teleférico y las rutas alimentadoras.

### Historia
La necesidad de un sistema de buses de tránsito rápido fue definida en el documento CONPES 3307: «Sistema integrado del servicio público urbano de transporte masivo de pasajeros del Valle de Aburrá», aprobado el 6 de septiembre de 2004. El 21 de febrero de 2005 se constituyó Metroplús S. A., con la participación del Distrito de Medellín, Envigado, Itagüí, Metro de Medellín Ltda., Terminales de Transporte de Medellín S.A. y el Instituto para el Desarrollo de Antioquia –IDEA–.
A partir de 2006, empezaron las obras con la Troncal Belén–Aranjuez (13,6 km), que entró en operación en diciembre de 2011. En 2010 se iniciaron los trabajos de la Pretroncal Sur en Envigado e Itagüí, finalizados en 2012. En 2019 se inauguró la «Línea O» con 27 paraderos eléctricos sobre la Avenida 80 (9,2 km); en julio de 2021 se pusieron en operación cinco estaciones de la Avenida Oriental integradas a la Línea 2; en 2022–2023 se completaron tramos en Envigado e Itagüí; y en 2024 se realizaron intervenciones urbanas en barrios de Medellín.

### Estructura accionarial
Los accionistas son: Distrito de Medellín (55,32 %), Metro de Medellín (25,14 %), municipio de Envigado (10,06 %), municipio de Itagüí (5,03 %), Terminales de Transporte de Medellín S. A. (4,02 %) e IDEA (0,43 %).

### Objeto social y funciones
Metroplús S. A. diseña, construye y opera infraestructura vial y transporte masivo por autobús en el SITM de mediana capacidad. Ejerce la titularidad del sistema y promueve la sostenibilidad ambiental mediante compensaciones arbóreas, conservación ecológica y uso de buses eléctricos y de gas natural.

### Características del sistema
Metroplús forma parte del Sistema Integrado de Transporte del Valle de Aburrá (SITVA), y se integra física, operativa y tarifariamente con el Metro de Medellín, el Metrocable, el tranvía de Ayacucho y rutas alimentadoras públicas.
- Línea 1 (Troncal Universidad–Aranjuez): 12,5 km de recorrido segregado, 20 estaciones centrales, dos paraderos complementarios y patio‑taller.[7]
- Línea 2 (Pretroncal Avenida Oriental): inaugurada el 22 de abril de 2013, con 13,5 km, 19 estaciones y dos paradas; comparte varias estaciones con la Línea 1 y desde 2022 toda su flota es eléctrica.[7]
- Línea O: inaugurada el 30 de noviembre de 2019 con paraderos eléctricos sobre la Avenida 80 y operación segregada.[7]

En conjunto, dispuso de aproximadamente 26 km de recorrido, 27 estaciones y unas 35 rutas alimentadoras.

### Impacto y cifras recientes
En 2025 el sistema moviliza aproximadamente 157 000 usuarios diarios y ha generado cerca de 3 000 empleos directos e indirectos; está en curso la estructuración de la Pretroncal Sur (23 estaciones proyectadas) y la extensión sobre la Avenida Guayabal (seis estaciones adicionales).

### Críticas y controversias
Metroplús fue objeto de observaciones por parte de la Contraloría General de Medellín en auditorías de gestión y contratación, que destacaron retrasos en pagos y deficiencias en la liquidación de contratos.
Además, según el diario El Tiempo, el Distrito de Medellín acusó al Metro de Medellín Ltda. de ser responsable del desequilibrio financiero del Fondo de Estabilización Tarifaria (FET) por la operación del Metroplús, exigiendo el pago de más de 585 000 millones COP.
Por otro lado, el portal KienyKe documentó que Metroplús acumuló pérdidas significativas: unos 67 000 millones COP hasta 2019, y entre 2020 y 2022 sumaron aproximadamente 287 000 millones COP.
En 2012, durante su primer año de operación completa, el sistema Metroplús registró un déficit cercano a 11 000 millones COP, con ingresos de 15 747 millones y egresos de 27 183 millones COP.